# Betty Miller
Betty Miller (Boston, 27 marzo 1925 – New York, 3 maggio 2004) è stata un'attrice statunitense.
Ha iniziato la sua carriera agli inizi degli anni cinquanta fino al 1999, anno in cui si ritira dalle scene. Tra i ruoli da lei interpretati vi è quello di Joanne (madre di Geena Davis) in Angie - Una donna tutta sola.